# Trichomanes angustifrons
Trichomanes angustifrons là một loài thực vật có mạch trong họ Hymenophyllaceae. Loài này được (Fée) Wess. Boer miêu tả khoa học đầu tiên năm 1962.